# Pharmacy
Pharmacy (englisch für Apotheke) ist das Debütalbum des Stockholmer Musikprojekts Galantis. Es wurde am 20. Juni 2015 über „Atlantic Records“ und dessen Sublabel „Big Beat Records“ veröffentlicht. Neben dem Duo selber wirkten auch die Songwriter und Produzenten Vincent Pontare, Sviccen und East & Young an dem Album mit. Bereits vorab wurden drei der enthaltenden Lieder ausgekoppelt.

## Singles
Die erste Single You war bereits Teil ihrer selbstbetitelten EP und erreichte bereits mehrere Millionen Aufrufe auf der Streamingplattform Spotify. Die Rolle der Leadsingle des Studioalbums Pharmacy sollte der Track infolgedessen nicht verkörpern. Diese stellte das Lied Runaway (U & I) dar, das am 5. Oktober 2014 erschien. Der Song entwickelte sich schnell zu einem kommerziellen Erfolg in verschiedenen Ländern der ganzen Welt. Gold Dust wurde im Frühjahr des Folgejahres als Nachfolger veröffentlicht. Single-Charterfolge erreichte dieser jedoch nicht.Peanut Butter Jelly erschien kurz vor Albumrelease und konnte in knapp 15 Ländern in die Charts vorrücken. In My Head und Louder Harder Better wurden nachträglich ausgekoppelt.

## Cover und Gestaltung
Auf dem Albumcover ist ein flauschiger weißer Fuchs mit einer Qualle im Gesicht auf von oben nach unten immer heller werdendem Blau abgebildet. Grundlage für den Fuchs bildet der so genannte „Seafox“ des gleichnamigen Kunstprojekts, das in London zu finden ist. Zwischen seinen Ohren steht Galantis. Im Inneren des CD-Cases sieht man noch mehr Füchse mit Quallen im Gesicht. Es sind zwar immer die gleichen Tiere wie auf dem Cover, doch sie sind immer anders bearbeitet worden. Alle Füchse außer die auf dem Cover werden als Single-Cover genutzt.
Die CD ist nur als Digipack erhältlich.

## Titelliste
| #  | Titel                                  | Länge |
| -- | -------------------------------------- | ----- |
| 1  | Forever Tonight                        | 3:39  |
| 2  | Gold Dust                              | 3:55  |
| 3  | In My Head                             | 3:41  |
| 4  | Runaway (U & I)                        | 3:47  |
| 5  | Dancin’ to the Sound of A Broken Heart | 3:39  |
| 6  | Louder, Harder, Better                 | 4:26  |
| 7  | Kill ’Em With the Love                 | 3:43  |
| 8  | Call If You Need Me                    | 4:02  |
| 9  | Peanut Butter Jelly                    | 3:23  |
| 10 | Firebird                               | 4:10  |
| 11 | Don’t Care                             | 3:32  |
| 12 | You                                    | 3:42  |
| 13 | Water                                  | 3:41  |

## Kommerzieller Erfolg

### Chartplatzierungen

#### Album
| ChartsChartplatzierungen       | Höchstplatzierung | Wochen |
| ------------------------------ | ----------------- | ------ |
| Vereinigtes Königreich (OCC)   | 71 (2 Wo.)        | 2      |
| Vereinigte Staaten (Billboard) | 45 (4 Wo.)        | 4      |
| Schweden (GLF)                 | 7 (17 Wo.)        | 17     |

| ChartsJahrescharts (2015) | Platzierung |
| ------------------------- | ----------- |
| Schweden (GLF)            | 73          |

#### Singles
| Jahr | Titel               | Höchstplatzierung, Gesamtwochen, AuszeichnungChartplatzierungen (Jahr, Titel, , Platzierungen, Wochen, Auszeichnungen, Anmerkungen) | Höchstplatzierung, Gesamtwochen, AuszeichnungChartplatzierungen (Jahr, Titel, , Platzierungen, Wochen, Auszeichnungen, Anmerkungen) | Höchstplatzierung, Gesamtwochen, AuszeichnungChartplatzierungen (Jahr, Titel, , Platzierungen, Wochen, Auszeichnungen, Anmerkungen) | Höchstplatzierung, Gesamtwochen, AuszeichnungChartplatzierungen (Jahr, Titel, , Platzierungen, Wochen, Auszeichnungen, Anmerkungen) | Höchstplatzierung, Gesamtwochen, AuszeichnungChartplatzierungen (Jahr, Titel, , Platzierungen, Wochen, Auszeichnungen, Anmerkungen) | Höchstplatzierung, Gesamtwochen, AuszeichnungChartplatzierungen (Jahr, Titel, , Platzierungen, Wochen, Auszeichnungen, Anmerkungen) | Anmerkungen                           |
| Jahr | Titel               | DE | AT | CH | UK | US | SE | Anmerkungen                           |
| ---- | ------------------- | --- | --- | --- | --- | --- | --- | ------------------------------------- |
| 2014 | Runaway (U & I)     | DE58 (26 Wo.)DE | AT39 (25 Wo.)AT | CH42 (21 Wo.)CH | UK4 (29 Wo.)UK | — | SE25 (33 Wo.)SE | Erstveröffentlichung: 5. Oktober 2014 |
| 2015 | Peanut Butter Jelly | DE76 (16 Wo.)DE | AT70 (1 Wo.)AT | — | UK8 (30 Wo.)UK | — | SE17 (27 Wo.)SE | Erstveröffentlichung: 20. April 2015  |

### Auszeichnungen für Musikverkäufe
| Land/Region               | Auszeichnungen für Musikverkäufe (Land/Region, Auszeichnung, Verkäufe) | Verkäufe |
| ------------------------- | ---------------------------------------------------------------------- | -------- |
| Brasilien (PMB)           | Platin                                                                 | 40.000   |
| Kanada (MC)               | Gold                                                                   | 40.000   |
| Neuseeland (RMNZ)         | Gold                                                                   | 7.500    |
| Vereinigte Staaten (RIAA) | Gold                                                                   | 500.000  |
| Insgesamt                 | 3× Gold · 1× Platin ·                                                  | 587.500  |

## Tour
Am 21. Mai 2015 begannen Galantis die auf dem Album basierende Pharmacy-Sommer-Tournee, die am 6. September 2015 endete. Es erfolgten insgesamt 22 Konzerte, auf mehreren Kontinenten, darunter Europa und Nordamerika.